# Julien Fritz
Julien Fritz (Étigny, 10 de gener del 1990), és germà de Florian Fritz i jugador de rugbi a XV en la posició de 3/4 centre (1,89 m per a 96 kg), amb la USAP de Perpinyà (Catalunya Nord). Ha estat convocat per jugar amb la selecció francesa.